# Pyocyanase
La pyocyanase est le premier antibiotique à avoir été utilisé dans les hôpitaux en thérapeutique humaine. Cependant, il n'est plus utilisé aujourd'hui. 
Rudolph Emmerich et Oscar Löw, deux médecins allemands, ont été les premiers à identifier un antibiotique efficace provenant d'un autre micro-organisme. Ils ont réalisé des expériences dans les années 1890, environ 30 ans après que Louis Pasteur ait montré que de nombreuses maladies sont causées par des bactéries, et près de 40 ans avant la prescription effective de la pénicilline. Ils ont prouvé que des germes qui causent une maladie peuvent aussi en guérir une autre.
Emmerich et Löw ont isolé des germes de bandages infectés qui ont causé une infection de couleur verte dans des plaies ouvertes. Le germe était une bactérie appelée Bacillus pyocyaneus (maintenant appelée Pseudomonas aeruginosa) qui produit un pigment caractéristique vert-bleu : la pyocyanine. Ils ont ensuite mélangé la bactérie avec d'autres bactéries et ont montré que B. pyocyaneus était capable de tuer d'autres souches bactériennes. Parmi celles-ci on retrouve les bactéries causant le choléra, la fièvre typhoïde, la diphtérie et l'anthrax.
À partir de ces expériences, Emmerich et Löw ont créé un médicament basé sur des extraits de B. pycyaneus que l'on appelle pyocyanase. C'était le premier antibiotique utilisé dans les hôpitaux. Malheureusement, son efficacité était sporadique (il ne fonctionnait pas chez tous les patients), et la présence de grandes quantités de phénazines comme la pyocyanine le rendait très toxique pour les humains. En conséquence, la drogue a finalement été abandonnée.